# Wat een spreker is die man
Wat een spreker is die man is een single van Seth Gaaikema. Het nummer is afkomstig uit de eerste oudejaarsconference van Gaaikema, Heer ik kom hier om te twijfelen, van 31 december 1969. Het nummer kwam in de derde week van 1970 nieuw binnen in de Nederlandse Top 40. Het stond zes weken in deze lijst, en behaalde als hoogste positie de negende plaats. De begeleiding werd verzorgd door een orkest onder leiding van Tonny Eyk, die ook het arrangement verzorgde, bijgestaan door de Amsterdamse Politiekapel onder leiding van Karel Kokelaar.

## Nederlandse Top 40
| Positie: | 21 | 11 | 9 | 9 | 12 | 26 | uit |